# بروشید
بروشید (به آلمانی: Bruschied) یک شهر در آلمان است که در باد کرویتسناخ واقع شده‌است. بروشید ۳۰۴ نفر جمعیت دارد.